# Visión fantástica o Asmodea

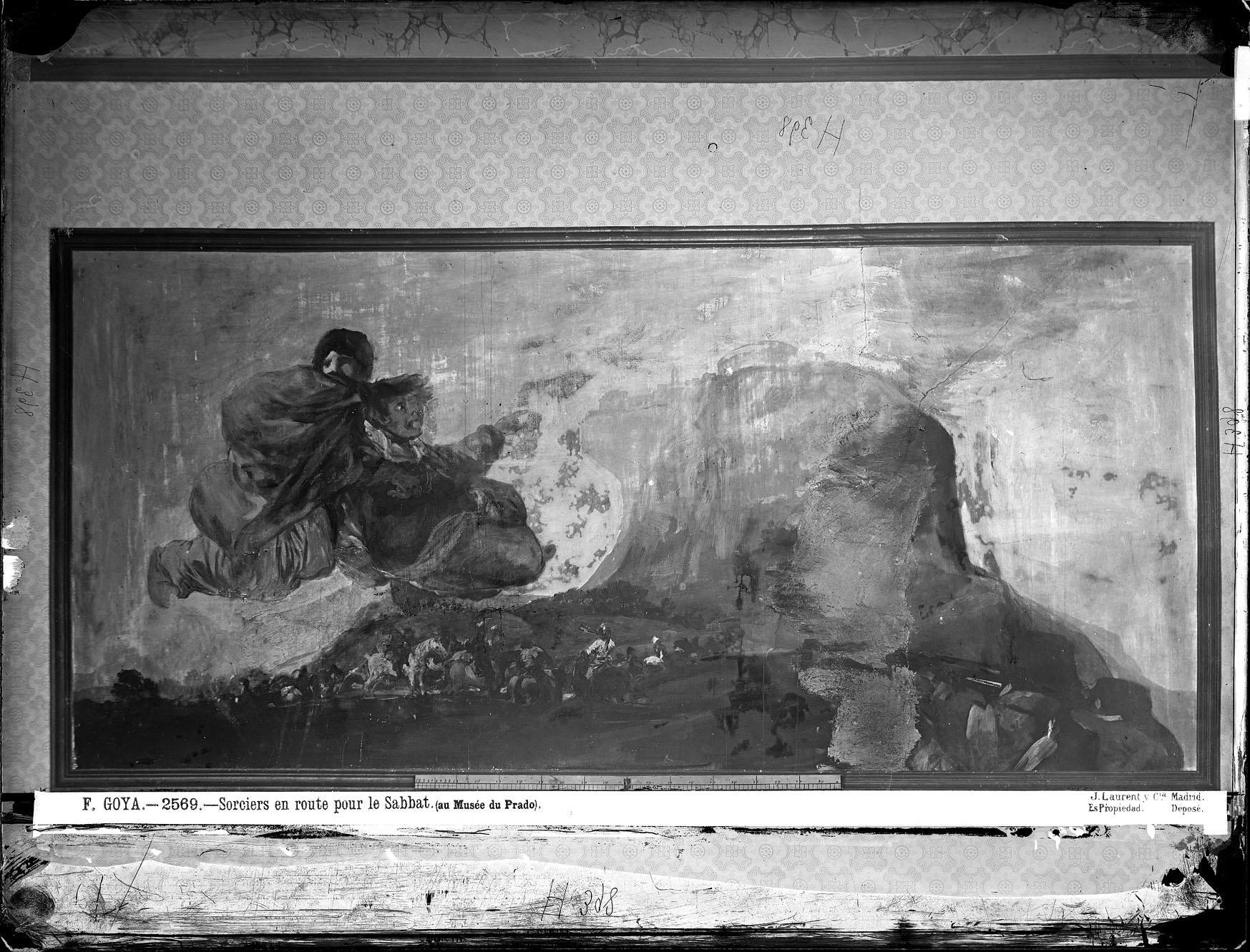
La pintura mural Visión fantástica o Asmodea en la Quinta de Goya, en el año 1874. Fotografía de J. Laurent, antes del traslado a lienzo. Ampliando, vemos que la pintura tenía grandes grietas, repintes y faltas rellenadas con yeso. El rótulo indicando "Museo del Prado" fue añadido posteriormente, hacia 1890, por los sucesores de Laurent. El negativo original se conserva en la Fototeca del IPCE.

Visión fantástica  o Asmodea es una de las Pinturas negras que formaron parte de la decoración de los muros de la casa —llamada la Quinta del Sordo— que Francisco de Goya adquirió en 1819. La obra ocupaba un lugar junto a la Procesión del Santo Oficio en un muro de la planta alta de la casa, situado a la derecha de la puerta, enfrentado a la pared donde estaban Las Parcas.
La obra, junto con el resto de las Pinturas negras, fue trasladada de revoco a lienzo, a partir de 1874, por Salvador Martínez Cubells, por encargo del barón Émile d’Erlanger, un banquero francés, de origen alemán, que tenía intención de venderlas en la Exposición Universal de París de 1878. Sin embargo, las obras no atrajeron compradores y él mismo las donó, en 1881, al Museo del Prado.
En el cuadro aparecen a la izquierda dos enigmáticos personajes en vuelo, uno de los cuales ha sido relacionado habitualmente con el demonio Asmodeo del Libro de Tobías. El de vestido oscuro señala una gran roca situada a la derecha de la escena sobre cuya meseta aparece un gran edificio circular (interpretado como un templo o una plaza de toros) y varios edificios más entre los que se destacan algunas torres. En la parte inferior se ve un oscuro paisaje en el que se desarrolla una escena bélica. Abajo, y en la esquina derecha, dos soldados en primer término, vestidos con uniforme francés, apuntan a un grupo de jinetes situados más al fondo.

## Análisis
Es este uno de los cuadros más enigmáticos del genial aragonés. El inventario de Antonio de Brugada, que catalogó los bienes de Goya después de 1828, lo tituló Asmodea, por lo que desde esa temprana fecha se ha buscado interpretarlo a partir de la figura de Aschmedai o Asmodeo. Es este un demonio que procede de Aesma Daeva, genio de la ira en la cultura persa. Aparece desarrollado en la Literatura hebrea, en el Libro de Tobías del Antiguo Testamento y el Talmud. Según cuenta la leyenda, Asmodeo está prendado de Sara, hija de Raquel, a la que impide consumar su matrimonio, matando cada noche de bodas a uno de sus siete maridos. Cuando Sara se promete al joven Tobías, el nuevo pretendiente recibe la ayuda del arcángel Rafael, que le libra de Asmodeo quemando las vísceras de un pescado. Asmodeo simboliza con ello la destrucción causada por la lujuria.

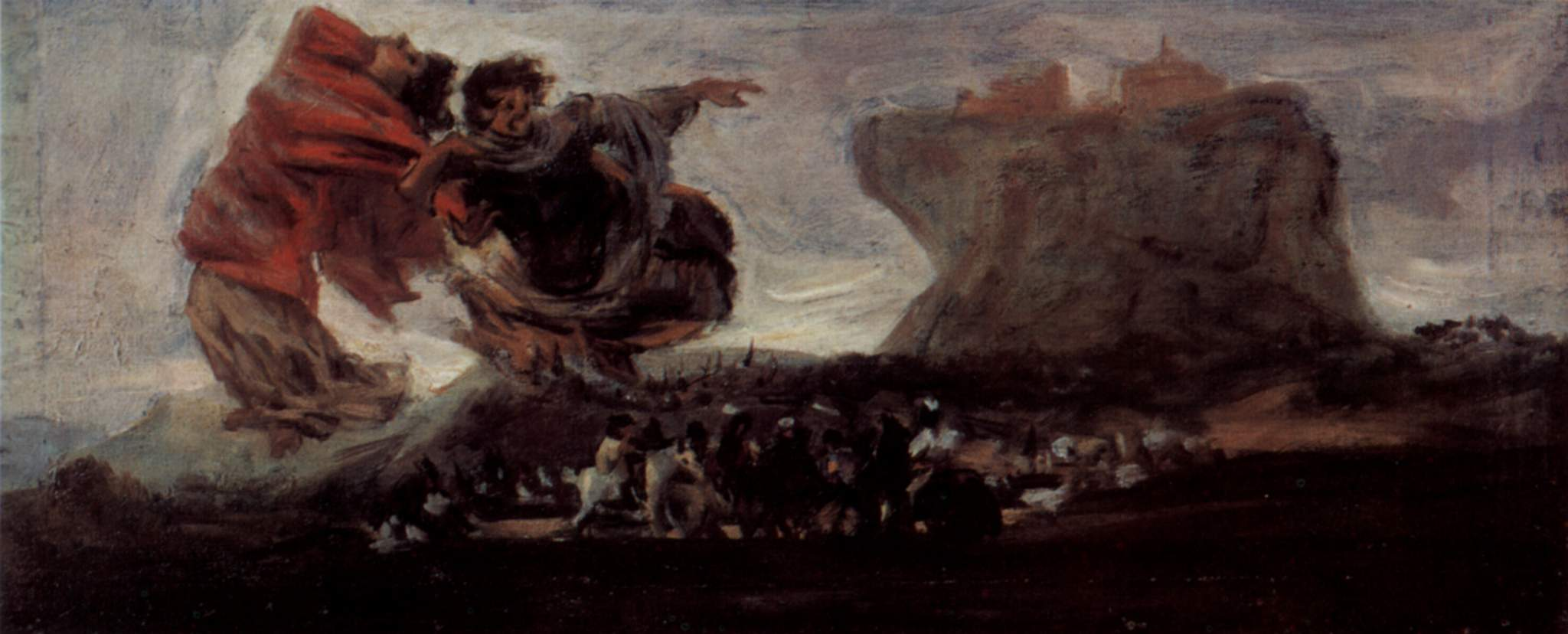
Francisco Domingo Marqués, Visión fantástica, hacia 1875, 20 x 48,5 cm, Museo de Arte de Basilea

 Existe una recreación pintada muy probablemente en París hacia 1875 por Francisco Domingo Marqués que en algún momento se ha presentado como boceto preparatorio de este cuadro,  en el que la figura femenina, de manto rojo, es más claramente arrastrada por el aire por el que señala a la roca. De ese modo es probable que el demonio Asmodeo fuera la figura oscura, y que el título Asmodea sea consecuencia de una errónea identificación de las figuras. En todo caso, la crítica española ha incidido en tomar a estos dos personajes suspendidos en el aire como brujas simplemente.
Asmodeo es la figura mítica que inspiraría El diablo Cojuelo (1641), de Luis Vélez de Guevara, una obra satírica en la que el Cojuelo lleva por el aire a don Cleofás y desde allí son capaces de introducirse en la intimidad de las personas y contemplar sus vicios. Según esta clave, Goya hace aparecer la versión femenina de Asmodeo o el Cojuelo, con manto rojo, color asociado al diablo, y transportaría en su vuelo a don Cleofás. Sin embargo esta interpretación no explica la escena de guerra que vemos en tierra.
Enrique Lafuente Ferrari intenta conjugar los dos temas y señala que Asmodeo, símbolo de la ira, representa la inminente destrucción asociada a la Guerra de la Independencia Española o a la Invasión del Duque de Angulema, la restauración de Fernando VII y las discordias civiles surgidas tras el Pronunciamiento de Rafael Riego. El genio de la destrucción señala, sobre la erguida roca, un pueblecito típico español con iglesia y plaza de toros, sobre el que se cierne la catástrofe.

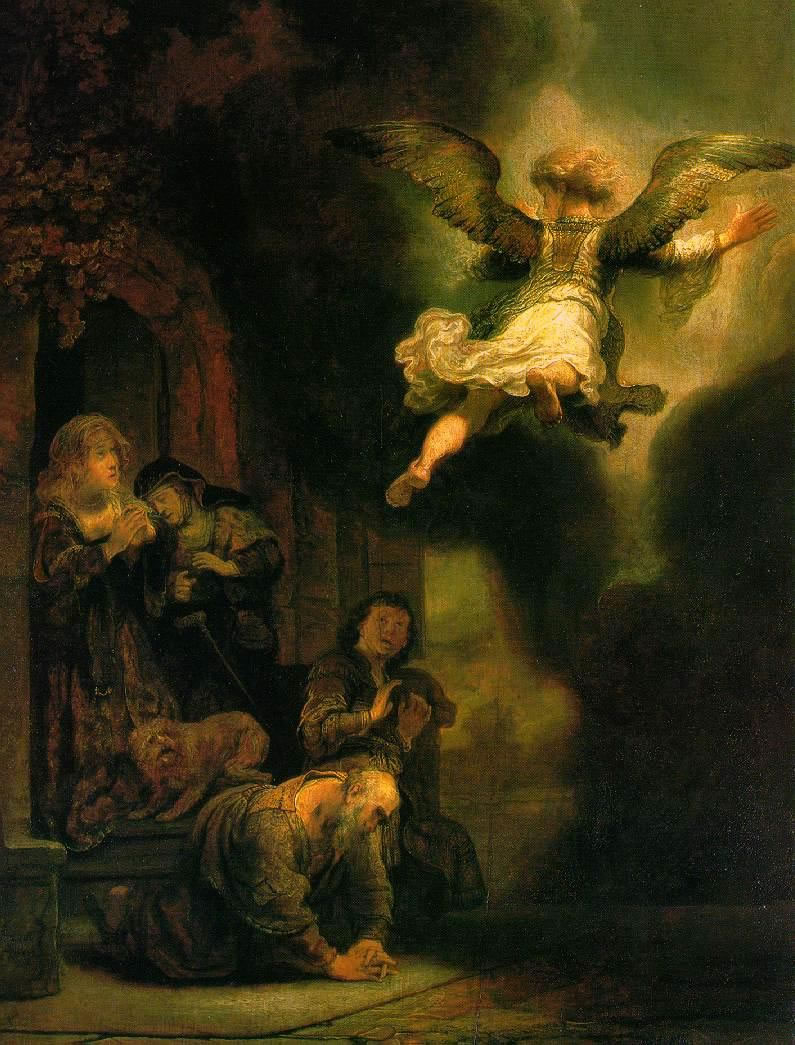
El ángel alejándose de la familia de Tobías, 1637, Rembrandt (Óleo sobre tabla, 68 × 52 cm, Museo del Louvre)

Valeriano Bozal señala que en una versión del mismo tema de Rembrandt, que aparece en el cuadro El ángel alejándose de la familia de Tobías, el tratamiento iconográfico es muy distinto, lo que hace dudar del auténtico tema de la obra. Realmente no hay ninguna indicación sobre quiénes sean las dos figuras, aunque, de ser uno Asmodeo, sería el que señala hacia la gran roca. Podría incluso ser Asmodeo llevándose a la propia Sara, pues la figura del manto encarnado está desprovista de la caracterización de un ángel.
Una posibilidad distinta aparece a partir del título que el Museo del Prado da a la obra: Visión fantástica. Según ella el cuadro solo muestra dos brujas en vuelo, como sucede en Vuelo de brujos (1798). La interpretación sería enigmática como en muchos de los Caprichos o los Disparates del autor. Una escena de guerra realista se conjuga con una onírica o fantástica, con un paisaje lejano que recuerda el cuadro Ataque a una fortaleza sobre una roca.
Otras variadas interpretaciones han sido propuestas, entre las que cabe mencionar la de Diego Angulo Iñiguez, que postula una relación con el mito de Ícaro. John Moffit ha relacionado la obra con el mito de Prometeo, y describe “Aquí vemos a la diosa Minerva transportando a Prometeo hacia un gran peñasco, el monte Cáucaso, mientras un par de soldados modernos y vestidos a la francesa la apuntan con sus fusiles”.
En cuanto a la técnica, la parte superior del cuadro está pintada con una aplicación muy ligera de pintura en la zona de arriba y más pastosa y con toques de luz en su parte baja. La paleta, como es habitual en las Pinturas negras, se restringe a negros, tierras, ocres y rojos, con algunos matices de gris azulado para subrayar el efecto de lejanía con la perspectiva aérea en la mole rocosa del fondo del desolado paisaje.